# Tawin Butsombat
Tawin Butsombat (thailändisch ถวิล บุตรสมบัติ, * 22. Juni 1987 in Chaiyaphum) ist ein thailändischer Fußballspieler.

## Karriere
Thawin Butsombat erste bekannte Vereine waren der Osotspa FC, Phuket FC sowie Bangkok FC. Anschließend spielte er von 2014 bis 2019 bei Thai Honda Ladkrabang. Der Verein aus der Hauptstadt Bangkok spielte zuletzt in der zweiten thailändischen Liga, der Thai League 2. 2017 spielte Thai Honda in der ersten Liga, der Thai Premier League. Hier absolvierte er 22 Erstligaspiele. Nachdem der Verein Ende 2019 bekannt gab, dass man sich aus der Liga zurückzieht, wechselte er zum ebenfalls in der zweiten Liga spielenden Chiangmai United FC nach Chiangmai. Im März 2021 feierte er mit Chiangmai die Vizemeisterschaft und den Aufstieg in die erste Liga. Nach einer Saison in der ersten Liga musste er mit Chiangmai nach der Saison 2021/22 wieder in die zweite Liga absteigen. Nach dem Abstieg verließ er Chiangmai und schloss sich dem Erstligisten Khon Kaen United FC an. Am Ende der Saison 2024/25 wurde er mit Khon Kaen Tabellenletzter und musste somit in die zweite Liga absteigen. Für Khon Kaen bestritt er 63 Ligaspiele. Hierbei erzielte er zwölf Treffer. Nach dem Abstieg wurde sein Vertrag nicht verlängert. Im Juli 2025 unterschrieb er einen Vertrag beim Drittligisten Udon United FC. Mit dem Verein aus Udon Thani spielt er in der North/Eastern Region der Liga.

## Erfolge
Chiangmai United FC
- Thailändischer Zweitligavizemeister: 2020/21  ▲